# Gareth Emery
Gareth Emery (Southampton, 18 juli 1980) is een Britse tranceproducer en diskjockey. Hij heeft onder andere zijn eigen podcastshow 'Gareth Emery Podcast' en is vooral bekend van bekende tranceremixes.

## Discografie

### Albums
| Album met eventuele hitnotering(en) in de Nederlandse Album Top 100 | Datum van verschijnen | Datum van binnenkomst | Hoogste positie | Aantal weken | Opmerkingen |
| ------------------------------------------------------------------- | --------------------- | --------------------- | --------------- | ------------ | ----------- |
| Northern lights                                                     | 24-09-2010            | -                     |                 |              |             |
| Northern lights re-lit                                              | 18-03-2011            | -                     |                 |              |             |
| Drive                                                               | 06-06-2014            | -                     |                 |              |             |
| 100 Reasons to live                                                 | 31-03-2016            | -                     |                 |              |             |

### Singles
| Single met eventuele hitnotering(en) in de Nederlandse Top 40 | Datum van verschijnen | Datum van binnenkomst | Hoogste positie | Aantal weken | Opmerkingen                                         |
| ------------------------------------------------------------- | --------------------- | --------------------- | --------------- | ------------ | --------------------------------------------------- |
| Concrete angel                                                | 2012                  | -                     |                 |              | met Christina Novelli / Nr. 88 in de Single Top 100 |